# Paloma (cocktail)
Il paloma (in spagnolo colomba) è un cocktail a base di tequila, comunemente preparato mescolando tequila, succo di lime e una soda al pompelmo e servita con ghiaccio e uno spicchio di lime.
In alternativa, la soda al pompelmo può essere sostituita con succo di pompelmo bianco o rosso fresco e acqua gassata (con o senza zucchero).
Un "paloma semplice" è un cocktail composto solo da tequila e soda al pompelmo. Una variante più complessa del Paloma è il cantarito, che oltre al succo di lime ha anche succo di limone e succo d'arancia.
Il paloma è più saporito del suo parente più prossimo, il greyhound, che consiste in succo di pompelmo e gin o vodka mescolati e serviti con ghiaccio.